# Giaguari Torino
I Giaguari Torino sono una delle più antiche squadre di football americano Italiane. Fondati nel 1979 da Luigi Piccatto e Maurizio Berini, nel 2019 hanno festeggiato il quarantennale della nascita.

## Storia
Nel 2009 hanno partecipato alla serie A2 organizzata dalla Lega Nazionale American Football. Nel 2011 sempre partecipando allo stesso campionato si sono qualificati per la prima partita di play-off giocata presso gli Sharks Palermo dopo una complicata trasferta. Nel 2014, complice anche la riforma dei campionati afferenti alla FIDAF, la squadra torna in massima serie, approdando al campionato IFL.

## Coaching Staff
- Jay Venuto, Head Coach & Offensive Coordinator
- Alessandro Barbieri, Offensive Linemen coach
- Franz Gerbino, Quarterbacks coach
- Stefano Scarpitti, Wide Receivers coach
- Daniele Albertin, Defensive Coordinator & Linebackers coach
- Paolo Rigazzi, Defensive Linemen coach
- Davide Zanatta, Defensive Backs coach
- Riccardo Merola, Special Teams coach

aggiornato all'8 gennaio 2018

## Palmarès

### Competizioni nazionali
- Campionato italiano di football americano: 1 (1991)
- Titoli IFL:1 (1998)

### Settore giovanile
- Campioni d'Italia Under 13:1 (2014)
- Campioni d'Italia Under 16:1 (2016)
- Campioni d'Italia Under 18:1 (2024)

## Dettaglio stagioni

### Tornei Nazionali

#### Campionato

##### AIFA/Serie A/A1/Golden League/Prima Divisione
| Stagione | regular season | regular season | regular season | regular season | regular season | regular season | playoff | playoff | playoff | playoff | playoff | playoff              | playoff             |
|          | Vin            | Par            | Per            | Tot            | PF             | PS             | Vin     | Per     | Tot     | PF      | PS      | risultato            | avversaria          |
| -------- | -------------- | -------------- | -------------- | -------------- | -------------- | -------------- | ------- | ------- | ------- | ------- | ------- | -------------------- | ------------------- |
| 1981     | 3              | 0              | 5              | 8              | 101            | 112            | -       | -       | -       | -       | -       | -                    | -                   |
| 1982     | 7              | 0              | 3              | 10             | 307            | 100            | -       | -       | -       | -       | -       | -                    | -                   |
| 1983     | 8              | 0              | 2              | 10             | 452            | 75             | 0       | 1       | 1       | 14      | 16      | Quarti di finale     | Rams Milano         |
| 1984     | 7              | 1              | 2              | 10             | 327            | 66             | 0       | 1       | 1       | 9       | 31      | Quarti di finale     | Frogs Busto Arsizio |
| 1985     | 7              | 0              | 5              | 12             | 164            | 189            | 0       | 1       | 1       | 7       | 37      | Ottavi di finale     | Doves Bologna       |
| 1986     | 6              | 0              | 4              | 10             | 167            | 91             | 0       | 1       | 1       | 22      | 39      | Ottavi di finale     | Jets Bolzano        |
| 1987     | 5              | 0              | 7              | 12             | 205            | 227            | 0       | 1       | 1       | 3       | 49      | Ottavi di finale     | Seamen Milano       |
| 1988     | 6              | 0              | 6              | 12             | 241            | 218            | 0       | 1       | 1       | 28      | 33      | Ottavi di finale     | Rhinos Milano       |
| 1989     | 2              | 1              | 9              | 12             | 112            | 275            | -       | -       | -       | -       | -       | -                    | -                   |
| 1990     | 6              | 0              | 6              | 12             | 318            | 288            | -       | -       | -       | -       | -       | -                    | -                   |
| 1991     | 6              | 1              | 2              | 9              | 284            | 232            | 3       | 0       | 3       | 117     | 36      | Campioni             | Phoenix San Lazzaro |
| 1992     | 7              | 0              | 5              | 12             | 286            | 255            | 0       | 1       | 1       | 44      | 47      | Ottavi di finale     | Aquile Ferrara      |
| 1993     | 4              | 0              | 6              | 10             | 245            | 305            | -       | -       | -       | -       | -       | -                    | -                   |
| 1994     | 4              | 0              | 6              | 10             | 234            | 286            | 0       | 1       | 1       | 31      | 42      | Quarti di finale     | Gladiatori Roma     |
| 1995     | 5              | 0              | 7              | 12             | 254            | 310            | -       | -       | -       | -       | -       | -                    | -                   |
| 1996     | 6              | 1              | 5              | 12             | 287            | 331            | 0       | 1       | 1       | 28      | 35      | Quarti di finale     | Gladiatori Roma     |
| 1997     | 1              | 0              | 9              | 10             | 74             | 272            | -       | -       | -       | -       | -       | -                    | -                   |
| 1999     | 3              | 1              | 2              | 6              | 96             | 57             | 0       | 1       | 1       | 6       | 9       | Sedicesimi di finale | Gladiatori Roma     |
| 2000     | 4              | 0              | 3              | 7              | 105            | 98             | -       | -       | -       | -       | -       | -                    | -                   |
| 2001     | 3              | 0              | 5              | 8              | 87             | 234            | -       | -       | -       | -       | -       | -                    | -                   |
| 2004     | 1              | 0              | 7              | 8              | 135            | 297            | -       | -       | -       | -       | -       | -                    | -                   |
| 2005     | 0              | 0              | 8              | 8              | 8              | 303            | -       | -       | -       | -       | -       | -                    | -                   |
| 2014     | 5              | 0              | 5              | 10             | 237            | 185            | -       | -       | -       | -       | -       | -                    | -                   |
| 2015     | 1              | 0              | 9              | 10             | 109            | 267            | 1       | 0       | 1       | 8       | 0       | Playout              | Briganti Napoli     |
| 2016     | 3              | 0              | 7              | 10             | 177            | 316            | -       | -       | -       | -       | -       | -                    | -                   |
| 2017     | 5              | 0              | 5              | 10             | 204            | 260            | 0       | 1       | 1       | 9       | 49      | Wild Card            | Seamen Milano       |
| 2018     | 2              | 0              | 8              | 10             | 159            | 286            | -       | -       | -       | -       | -       | Retrocessi           | -                   |
| 2019     | 2              | 0              | 6              | 8              | 189            | 286            | 0       | 1       | 1       | 14      | 31      | Wild Card            | Guelfi Firenze      |
| Totale   | 119            | 5              | 155            | 279            | 5564           | 6221           | 4       | 12      | 16      | 340     | 454     |                      |                     |

Fonte: Enciclopedia del Football - A cura di Roberto Mezzetti

##### IFL
Questo torneo svolto durante un periodo di scissione federale - pur essendo del massimo livello della propria federazione - non è considerato ufficiale.
| Stagione | regular season | regular season | regular season | regular season | regular season | regular season | playoff | playoff | playoff | playoff | playoff | playoff   | playoff      |
|          | Vin            | Par            | Per            | Tot            | PF             | PS             | Vin     | Per     | Tot     | PF      | PS      | risultato | avversaria   |
| -------- | -------------- | -------------- | -------------- | -------------- | -------------- | -------------- | ------- | ------- | ------- | ------- | ------- | --------- | ------------ |
| 1998     | 4              | 0              | 0              | 4              | 177            | 70             | 2       | 0       | 2       | 107     | 24      | Campioni  | Draghi Udine |
| Totale   | 4              | 0              | 0              | 4              | 177            | 70             | 2       | 0       | 2       | 107     | 24      |           |              |

Fonte: Enciclopedia del Football - A cura di Roberto Mezzetti

##### Serie A NFLI
A seguito dell'ingresso di FIDAF nel CONI questo torneo - pur essendo del massimo livello della propria federazione - non è considerato ufficiale.
| Stagione | regular season | regular season | regular season | regular season | regular season | regular season | playoff | playoff | playoff | playoff | playoff | playoff   | playoff    |
|          | Vin            | Par            | Per            | Tot            | PF             | PS             | Vin     | Per     | Tot     | PF      | PS      | risultato | avversaria |
| -------- | -------------- | -------------- | -------------- | -------------- | -------------- | -------------- | ------- | ------- | ------- | ------- | ------- | --------- | ---------- |
| 2008     | 3              | 0              | 5              | 8              | 137            | 149            | -       | -       | -       | -       | -       | -         | -          |
| Totale   | 3              | 0              | 5              | 8              | 137            | 149            | -       | -       | -       | -       | -       |           |            |

Fonte: Enciclopedia del Football - A cura di Roberto Mezzetti

##### Winter League/Silver League/Serie A2/LENAF/Seconda divisione
| Stagione | regular season | regular season | regular season | regular season | regular season | regular season | playoff | playoff | playoff | playoff | playoff | playoff                           | playoff           |
|          | Vin            | Par            | Per            | Tot            | PF             | PS             | Vin     | Per     | Tot     | PF      | PS      | risultato                         | avversaria        |
| -------- | -------------- | -------------- | -------------- | -------------- | -------------- | -------------- | ------- | ------- | ------- | ------- | ------- | --------------------------------- | ----------------- |
| 2000     | 0              | 0              | 8              | 8              | 18             | 258            | -       | -       | -       | -       | -       | -                                 | -                 |
| 2001     | 4              | 0              | 2              | 6              | 98             | 100            | -       | -       | -       | -       | -       | -                                 | -                 |
| 2002     | 3              | 0              | 4              | 7              | 112            | 93             | -       | -       | -       | -       | -       | -                                 | -                 |
| 2002     | 3              | 0              | 4              | 7              | 82             | 108            | -       | -       | -       | -       | -       | -                                 | -                 |
| 2003     | 5              | 0              | 3              | 8              | 188            | 119            | 1       | 1       | 2       | 50      | 28      | Quarti di finale                  | Falcons Milano    |
| 2006     | 6              | 0              | 1              | 7              | 172            | 103            | 0       | 1       | 1       | 31      | 33      | Wild Card/Trentaduesimi di finale | Rhinos Milano     |
| 2007     | 3              | 0              | 5              | 8              | 128            | 176            | -       | -       | -       | -       | -       | -                                 | -                 |
| 2009     | 2              | 0              | 6              | 8              | 94             | 148            | -       | -       | -       | -       | -       | -                                 | -                 |
| 2010     | 5              | 0              | 3              | 8              | 135            | 67             | -       | -       | -       | -       | -       | -                                 | -                 |
| 2011     | 5              | 0              | 3              | 8              | 214            | 151            | 0       | 1       | 1       | 0       | 28      | Ottavi di finale                  | Sharks Palermo    |
| 2012     | 8              | 0              | 0              | 8              | 283            | 100            | 1       | 1       | 2       | 53      | 30      | Semifinale                        | Barbari Roma Nord |
| 2013     | 7              | 0              | 1              | 8              | 197            | 68             | 1       | 1       | 2       | 45      | 26      | Quarti di finale                  | Elephants Catania |
| 2021     | 6              | 0              | 0              | 6              | 239            | 47             | 2       | 1       | 3       | 97      | 91      | Silver Bowl                       | Vipers Modena     |
| Totale   | 57             | 0              | 40             | 97             | 1960           | 1538           | 5       | 6       | 11      | 276     | 236     |                                   |                   |

Fonte: Enciclopedia del Football - A cura di Roberto Mezzetti

#### Coppa Italia
| Stagione | regular season | regular season | regular season | regular season | regular season | regular season | playoff | playoff | playoff | playoff | playoff | playoff          | playoff       |
|          | Vin            | Par            | Per            | Tot            | PF             | PS             | Vin     | Per     | Tot     | PF      | PS      | risultato        | avversaria    |
| -------- | -------------- | -------------- | -------------- | -------------- | -------------- | -------------- | ------- | ------- | ------- | ------- | ------- | ---------------- | ------------- |
| 1993     | -              | -              | -              | -              | -              | -              | 0       | 1       | 1       | 13      | 32      | Ottavi di finale | Frogs Legnano |
| Totale   | -              | -              | -              | -              | -              | -              | 0       | 1       | 1       | 13      | 32      |                  |               |

Fonte: Enciclopedia del Football - A cura di Roberto Mezzetti

### Tornei internazionali

#### EFL
| Stagione | regular season | regular season | regular season | regular season | regular season | regular season | playoff | playoff | playoff | playoff | playoff | playoff   | playoff             |
|          | Vin            | Par            | Per            | Tot            | PF             | PS             | Vin     | Per     | Tot     | PF      | PS      | risultato | avversaria          |
| -------- | -------------- | -------------- | -------------- | -------------- | -------------- | -------------- | ------- | ------- | ------- | ------- | ------- | --------- | ------------------- |
| 1992     | 3              | 0              | 4              | 7              | 66             | 161            | 3       | 1       | 4       | 127     | 95      | Eurobowl  | Amsterdam Crusaders |
| Totale   | 3              | 0              | 4              | 7              | 66             | 161            | 3       | 1       | 4       | 127     | 95      |           |                     |

Fonte: Enciclopedia del Football - A cura di Roberto Mezzetti

### Altri tornei

#### North Italian Football League
| Stagione | regular season | regular season | regular season | regular season | regular season | regular season | playoff | playoff | playoff | playoff | playoff | playoff   | playoff    |
|          | Vin            | Par            | Per            | Tot            | PF             | PS             | Vin     | Per     | Tot     | PF      | PS      | risultato | avversaria |
| -------- | -------------- | -------------- | -------------- | -------------- | -------------- | -------------- | ------- | ------- | ------- | ------- | ------- | --------- | ---------- |
| 1982     | 3              | 0              | 4              | 7              | 66             | 161            | -       | -       | -       | -       | -       | -         | -          |
| 1983     | 1              | 0              | 5              | 6              | 91             | 151            | -       | -       | -       | -       | -       | -         | -          |
| Totale   | 4              | 0              | 9              | 13             | 157            | 312            | -       | -       | -       | -       | -       |           |            |

Fonte: Enciclopedia del Football - A cura di Roberto Mezzetti

## Giocatori

### MVP
- Mauro Dho, XI Superbowl italiano

### Giocatori noti
In questa squadra ha giocato il figlio di Ian Broad, roadie dei Deep Purple e batterista dei Rory Storm and the Hurricanes, gruppo nel quale militava in precedenza Ringo Starr.